# Solebury Township
Solebury Township liegt in Bucks County im Bundesstaat Pennsylvania. Das U.S. Census Bureau hat bei der Volkszählung 2020 eine Einwohnerzahl von 8.709 ermittelt.

## Geographie
Solebury Township ist 70,6 km² groß. Der Delaware River trennt das Township vom Bundesstaat New Jersey. Die Landschaft ist mit 85 Meter durchschnittlicher Höhe eher flach bis leicht hüglig. Einige Dörfer im Township sind Aquetong, Carversville, Center Bridge, Clayton, Cottageville, Fleecyville, Glendale, Lahaska, Limeport, Lumberton, Lumberville, Naylors Corner, Peters Corners, Phillips Mill, Rosenthal, Ruckmans, Solebury oder Stony Hill.
Solebury grenzt an die folgenden Townships:
- Upper Makefield Township (Südost)
- Buckingham Township (Südost)
- Plumstead Township (Nordwest)
- New Jersey (Nord, Nordosten und Osten)

## Geschichte
Amerikanische Ureinwohner vom Stamm der Lenni Lenape siedelten in diesem Gebiet ursprünglich. Speziell der Stamm der „Turtle“ siedelte in diesem Gebiet, was später als Solebury Township heißen sollte. Die ersten weißen Siedler, englische Quäker, kamen um 1700 in dieser Gegend und nannten das Gebiet Solebury in Erinnerung an ihre Heimatregion „Soulberry“ in Buckinghamshire. Zu dieser Zeit um William Penn gehörte Solebury Township noch zum Buckingham Township. Im Jahr 1686 wurde Solebury von 13 Häuptlingen an die ersten weißen Siedler durch einen Vertrag übergeben.
Um 1703 gehörten zu Solebury 414 Acres Land, verteilt auf 24 Gehöfte.
In den folgenden Jahren begann sich die Region zu entwickeln. Viele Mühlen zum Mahlen von Getreide und Aufarbeitung von Holz wurden am Delaware River erbaut. Daneben gab es viele Gehöfte aber auch Kalkstein und Sandstein wurde abgebaut.
Anfang des 20. Jahrhunderts ließen sich viele amerikanische Künstler wie etwas Edward Redfield oder Daniel Garber in den Dörfern wie Lumberville oder New Hope am Delaware River nieder.
In den letzten Jahrzehnten hat sich Solebury Township von einer ländlichen traditionellen Landwirtschaft (heute noch zu sehen in Carversville) zu einer modernen Touristengebiet entwickelt. Beispiele hierfür sind New Hope und Peddler's Village mit seinen vielen Outlet-Shops und Antiquitäten-Läden.
Im Jahr 1989 beging Abbie Hoffman Selbstmord im Solebury Township.
Im Juli 2017 wurden die sterblichen Überreste von vier jungen Männern auf einem Gehöft im Solebury Township gefunden. Die Cousins Cosmo DiNardo und Sean Kratz wurden als Mörder festgenommen.

## Historische Gegenden
Im Solebury Township gibt es sechs Bezirke, die aufgrund ihrer Geschichte in das National Register of Historic Places aufgenommen wurden:
- Carversville
- Center Bridge
- Cuttalossa
- Lumberville
- Phillips Mill
- Upper Aquetong Valley

Daneben gibt es weitere historische Plätze, Gehöfte und Häuser.

## Demographie
Im Jahr 2000 lebten 8692 Personen im Solebury Township. Die Bevölkerungsdichte lag bei 112,2/km². Das Durchschnittsalter beträgt 44 Jahre. Das durchschnittliche Einkommen pro Jahr und Haushalt beträgt 89.005 $ und das Durchschnittseinkommen pro Familie beträgt 103.566 $. Männer verdienen im Durchschnitt 71.176 $ und Frauen 42.361 $ pro Jahr.
Im Township leben:
- 94,3 % Weiße
- 0,9 % African American
- 2,9 % Asiaten
- 0,1 % Pacific Isländer
- 2,7 % Latino

Altersstruktur:
- 22,0 % unter 18 Jahre
- 4,1 % zwischen 18 und 24 Jahre
- 25,8 % zwischen 25 und 44 Jahre
- 36,5 % zwischen 45 und 64 Jahre
- 11,6 % älter als 65 Jahre

## Bekannte Personen
- Zebulon Pike (1779–1813): amerikanischer Entdecker, lebte während seiner Kinderzeit in Solebury[8]
- Jan Berenstains: amerikanische Autor von Kinder- und Jugendliteratur lebte in Solebury
- William Lathrop: Mitbegründer der American Impressionism Art, lebte in New Hope